# ميروسلاف غايدوسيك
ميروسلاف غايدوسيك، من مواليد 20 سبتمبر 1951، لاعب كرة قدم تشيكوسلوفاكي سابق.
لعب مع منتخب تشيكوسلوفاكيا لكرة القدم.

## وصلات خارجية
- ميروسلاف غايدوسيك على موقع الاتحاد الأوربي (الإنجليزية)
- ميروسلاف غايدوسيك على موقع الاتحاد التشيكي (الإنجليزية)
- ميروسلاف غايدوسيك على موقع قاعدة بيانات كرة القدم.إي يو (الإنجليزية)
- ميروسلاف غايدوسيك على موقع ناشيونال فوتبول تيمز (الإنجليزية)